# Superliga (Dänemark)
Die Superliga (seit der Saison 2019/20 offizieller Sponsoringname: 3F SUPERLIGA) ist die höchste Spielklasse im dänischen Fußball. Sie löste bei ihrer Gründung 1991 die 1. Division als erste Liga ab, die seither die zweite Stufe der dänischen Ligenhierarchie bildet. Gleichzeitig wurde der Spielbetrieb von der in Skandinavien üblichen Jahressaison (Spiele von Frühling bis Herbst, Meisterschaftsentscheidung im Spätherbst und lange Winterpause) auf den sonst in Europa üblichen Modus (Spiele von Spätsommer bis Frühlingsende und lange Sommerpause) umgestellt.

## Geschichte
Die dänische Superliga wurde 1991 gegründet und ersetzt seitdem die 1. Division als höchste Spielklasse im dänischen Fußball. Da die Saison 1991/1992 im August 1991 starten sollte und die vorangegangene Saison erst mit dem Kalenderjahr 1990 endete, wurde die erste Saison der dänischen Superliga im Frühjahr 1991 ausgetragen. In dieser spielten zehn Mannschaften in einer Hin- und Rückrunde gegeneinander. Ab dem Sommer 1991 wurde die Superliga in zwei Runden abgehalten. Die erste Runde fand im Herbst 1991 statt. In dieser spielten zehn Mannschaften in einer Hin- und Rückrunde gegeneinander. Die ersten acht spielten in der zweiten Runde im Frühling 1992 wieder in einer Hin- und Rückrunde um die Meisterschaft. Dabei wurden die Hälfte der erzielten Punkte aus der ersten Runde in die zweite Runde mitgenommen. Die Tore wurden wieder auf Null gesetzt.
Zur Saison 1995/96 wurde die Anzahl der Mannschaften auf zwölf erhöht und der Spielmodus geändert. Zudem wurde Coca-Cola auch Hauptsponsor der Liga, die dann Coca-Cola Ligaen benannt wurde. Nach einer Saison wurde Faxe Kondi Hauptsponsor der Liga und wurde aufgrund dessen in Faxe Kondi Ligaen umbenannt. Von der Saison 2001/02 bis 2009/10 war SAS Scandinavian Airlines der Namensgeber der Liga, sie trug den Namen SAS Ligaen. Im Oktober 2014 unterzeichneten die Superliga und das dänische Versicherungsunternehmen Alka Forsikring einen Sponsorenvertrag über den Liganamen. Vom 1. Januar 2015 bis Mitte 2018 trug die Liga offiziell den Sponsorennamen Alka Superligaen. Der Versicherer Alka zahlte jährlich 12 Millionen DKK an die Liga. In der Saison 2018/19 gab es keinen Sponsor. Zur Saison 2019/20 wurde die dänische Gewerkschaft 3F Namenssponsor, sodass die Liga als 3F SUPERLIGA an den Start ging.
Zusammen mit 23 weiteren nationalen Profiliga-Verbänden ist die Superliga Gründungsmitglied des im Februar 2016 in Zürich gegründeten internationalen World Leagues Forum, dessen Ziel es unter anderem ist, die Interessen der Profiligen zu bündeln und deren gemeinsame Ansichten vor der FIFA sowie weiteren Institutionen aus Sport und Politik zu vertreten.

## Modus
Ab der Saison 1995/96 spielten in der Superliga zwölf statt zehn Mannschaften in drei Runden gegeneinander, was 33 Spieltage ergab. Alle Mannschaften trafen also jeweils dreimal aufeinander, sodass je eine Mannschaft zwei Heimspiele gegen denselben Gegner in einer Saison bestritt. Jedoch wurde sichergestellt, dass keine Mannschaft mehr als 17 Heimspiele bestritt. Die beiden Letzten der Abschlusstabelle stiegen ohne Relegationsspiele in die 1. Division ab, deren beide Erstplatzierte aufstiegen. Zudem wurde mit der Saison 1995/96 die Drei-Punkte-Regel eingeführt, nach der es für einen Sieg drei Punkte gibt und für ein Unentschieden einen Punkt.
Zur Saison 2016/17 erhielt die Superliga einen neuen Modus, da die Liga auf 14 Mannschaften aufgestockt wurde. Im neuen Modus traf jede Mannschaft in zwei Partien auf jeden Gegner und nach Ablauf dieser Phase spielten die sechs besten Mannschaften den Titel unter sich aus. Dabei blieben die Punkte, die sie zuvor in der Liga erzielt hatten, erhalten. Die acht Mannschaften auf den unteren Plätzen hingegen spielten in zwei getrennten Gruppen mit je vier Teams. Die in diesen beiden Gruppen die ersten beiden Plätze belegenden Mannschaften spielten in zwei Runden mit Hin- und Rückspiel die beste Mannschaft aus, die schließlich in einem Hin- und Rückspiel gegen den Vierten der Meisterschaftsrunde einen weiteren Europa-League-Teilnehmer ermittelte. Die beiden jeweils dritt- und viertplatzierten Teams spielten gegeneinander und in der Relegation mit zwei Vertretern der 1. Division die Absteiger aus. Der konkrete Modus dieses Aufeinandertreffens variierte jedoch von Saison zu Saison. Man vergleiche daher die Ergebnisse der Spieljahre 2016/17, 2017/18, 2018/19 und 2019/20.
Ab der Saison 2020/21 wurde die Liga wieder auf zwölf Teilnehmer reduziert. Nach einer Doppelrunde mit je einem Heim- und Auswärtsspiel wird die Liga aufgeteilt in zwei Gruppen; die ersten sechs Teams ermitteln den Meister, die Teams auf den Plätzen 7 bis 12 ermitteln zwei direkte Absteiger.
Nachdem Dänemark in der UEFA-Fünfjahreswertung zum Ende der Saison 2023/24 den 16. Rang einnimmt, stellt der Verband einen Teilnehmer in der UEFA Champions League, einen Teilnehmer in der UEFA Europa League und zwei Teilnehmer an der UEFA Conference League. 
Aktuell (2025) ergibt das für die Qualifikation zu den europäischen Wettbewerben folgendes Szenario: Der Meister steigt in der 2. Qualifikationsrunde der UEFA Champions League ein. Der Pokalsieger spielt in der 2. Qualifikationsrunde zur UEFA Europa League. In der 2. Qualifikationsrunde der Conference League spielen der Vizemeister und der Gewinner des Play-off-Spiels zwischen dem 3. der Meisterrunde und dem Sieger der Abstiegsrunde. Ist der Meister auch Pokalsieger geworden rückt der Vizemeister direkt in die 3. Qualifikationsrunde der Conference League auf, der Drittplatzierte ist direkt in der 2. Qualifikationsrunde und der Viertplatzierte bestreitet das Play-off-Spiel.

## Mannschaften in der Saison 2025/26
Folgende Vereine spielen in der Saison 2025/26 in der 3F SUPERLIGA.
- Aarhus GF
- Brøndby IF
- FC Fredericia (Aufsteiger)
- FC Kopenhagen (Meister, Pokalsieger)
- FC Midtjylland
- FC Nordsjælland
- Odense BK (Aufsteiger)
- Randers FC
- Silkeborg IF
- SønderjyskE
- Vejle BK
- Viborg FF

## Die dänischen Fußballmeister seit Einführung der Superliga
In der Übergangssaison 1991 wurde eine verkürzte Meisterschaft ausgespielt, da die letzte Saison erst im Winter 1990 zu Ende gegangen war (Meister: Brøndby IF) und die Saison 1991/92 bereits im Herbst beginnen sollte. So spielten nur zehn Mannschaften eine Saison mit Hin- und Rückrunde (18 Spieltage), und der Meister hieß erneut Brøndby.
Auch die Saison 1991/92 war noch eine Übergangssaison: da in der zweiten Liga die Umstellung auf die Sommerpause noch nicht erfolgt war, stiegen bereits zur Halbzeit der Saison (nach dem 18. Spieltag) zwei Mannschaften ab, die acht Verbleibenden ermittelten in 14 weiteren Spielen den Meister. Hier konnte sich überraschend Lyngby BK durchsetzen.
Seit Einführung der Superliga kommen die dänischen Meister oftmals aus Kopenhagen (FC Kopenhagen), dem Großraum der dänischen Hauptstadt (Brøndby IF) oder der Metropolregion Kopenhagen (Lyngby BK, Herfølge BK und FC Nordsjælland).
- 1991: Brøndby IF
- 1991/92: Lyngby BK
- 1992/93: FC Kopenhagen
- 1993/94: Silkeborg IF
- 1994/95: Aalborg BK
- 1995/96: Brøndby IF
- 1996/97: Brøndby IF
- 1997/98: Brøndby IF
- 1998/99: Aalborg BK
- 1999/00: Herfølge BK
- 2000/01: FC Kopenhagen
- 2001/02: Brøndby IF
- 2002/03: FC Kopenhagen
- 2003/04: FC Kopenhagen
- 2004/05: Brøndby IF
- 2005/06: FC Kopenhagen
- 2006/07: FC Kopenhagen
- 2007/08: Aalborg BK
- 2008/09: FC Kopenhagen
- 2009/10: FC Kopenhagen
- 2010/11: FC Kopenhagen
- 2011/12: FC Nordsjælland
- 2012/13: FC Kopenhagen
- 2013/14: Aalborg BK
- 2014/15: FC Midtjylland
- 2015/16: FC Kopenhagen
- 2016/17: FC Kopenhagen
- 2017/18: FC Midtjylland
- 2018/19: FC Kopenhagen
- 2019/20: FC Midtjylland
- 2020/21: Brøndby IF
- 2021/22: FC Kopenhagen
- 2022/23: FC Kopenhagen
- 2023/24: FC Midtjylland
- 2024/25: FC Kopenhagen

### Rekordmeister seit 1991
- 1991: Brøndby IF (1)
- 1992: Brøndby IF und Lyngby BK (je 1)
- 1993: Brøndby IF, Lyngby BK und FC Kopenhagen (je 1)
- 1994: Brøndby IF, Lyngby BK, FC Kopenhagen und Silkeborg IF (je 1)
- 1995: Brøndby IF, Lyngby BK, FC Kopenhagen, Silkeborg IF und Aalborg BK (je 1)
- 1996–2006: Brøndby IF (2–6)
- 2007–2008: Brøndby IF und FC Kopenhagen (je 6)
- seit 2009: FC Kopenhagen (7–16)

## UEFA-Fünfjahreswertung
Platzierung in der UEFA-Fünfjahreswertung:
(in Klammern die Vorjahresplatzierung). Die Kürzel CL, EL und CO hinter den Länderkoeffizienten geben die Anzahl der Vertreter in der Saison 2026/27 der Champions League, der Europa League sowie der Conference League an.
- 14.  (11)  Schottland (Liga, Pokal) – Koeffizient: 35.550 – CL: 2, EL: 1, CO: 2
- 15.  (21)  Polen (Liga, Pokal) – Koeffizient: 35.000 – CL: 2, EL: 1, CO: 2
- 16.  (16)  Dänemark (Liga, Pokal) – Koeffizient: 33.981 – CL: 1, EL: 1, CO: 2
- 17.  (12)  Schweiz (Liga, Pokal) – Koeffizient: 33.625 – CL: 1, EL: 1, CO: 2
- 18.  (17)  Israel (Liga, Pokal) – Koeffizient: 31.625 – CL: 1, EL: 1, CO: 2

Stand: Ende der Europapokalsaison 2024/25